# 363e régiment d'artillerie
Pour les articles homonymes, voir 363e régiment.
Le 363e régiment d'artillerie est un régiment d'artillerie de l'armée française. Créé en 1924 comme régiment d'artillerie lourde portée (363e RALP), il combat pendant la Seconde Guerre mondiale et est dissout en juillet 1940, à l'issue de la bataille de France.

## Création et différentes dénominations
- 1er janvier 1924 : création
- 22 juillet 1940 : dissous

## Historique

### Entre-deux-guerres

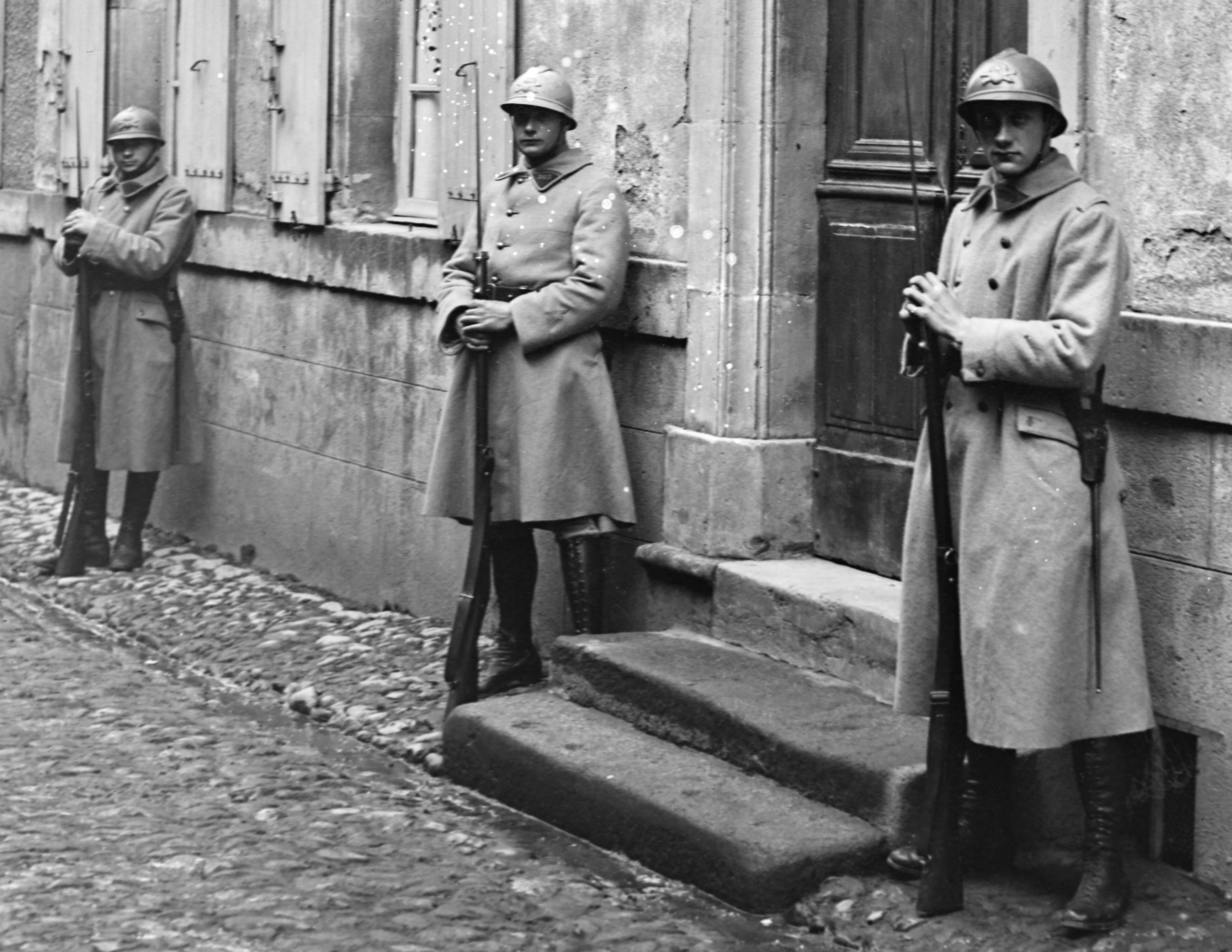
Soldats du montant la garde le 15-03-1925 devant la maison natale de Jean Jaurès à Castres, lors des commémorations en mémoire du député assassiné.

Le 363e RALP est créé le 1er janvier 1924 à partir du 99e régiment d'artillerie lourde portée. Il est rattaché au 16e corps d'armée et est caserné à Castres.
Il s'installe le 5 mai 1929 à Draguignan (par fusion avec le 194e régiment d'artillerie lourde à tracteurs) et est rattaché au 15e corps d'armée. Au début des années 1930, le régiment est régulièrement appelé pour lutter contre les feux de forêt,,,. Réparti entre Draguignan, Toulon et Nice, le régiment est regroupé à Draguignan en 1936.
En 1934, il prend le nom de 363e régiment d'artillerie automobile (363e RAA) mais cette dénomination est abandonnée avant 1939 pour éviter la confusion avec les régiments d'artillerie d'Afrique (également désignés RAA).

### Seconde Guerre mondiale
À la mobilisation, entre le 27 août et le 3 septembre 1939, il rappelle ses réservistes au centre mobilisateur d'artillerie no 35 de Draguignan. Il est constitué de deux groupes de canons de 155 C modèle 1917 portés et de trois groupes de canons de 75 portés (XI, XII et XIII). Il forme également les 294e et le 296e régiments d'artillerie lourde. Les groupes de canons de 75 sont des groupes autonomes affectés à la défense du littoral français (organes côtiers),. Le XIe groupe est à Nice, le XIIe à Toulon et le XIIIe en Corse. Le XIIe groupe devient le IVe groupe du 291e RAL en février 1940. Le XIIIe groupe rejoint le 92e régiment d'artillerie en octobre 1939.
Le 363e RALP stationne à Mailly-Champagne pendant la Drôle de guerre. Le 11 mai 1940, il part pour la région de Dun-sur-Meuse. Le IIe groupe est mis à la disposition de la 71e division d'infanterie près de Bulson le lendemain. Le Ier groupe est mis à la disposition de la 55e division d'infanterie le 13 mai et rejoint Beaumont-en-Argonne. La zone subit l'attaque allemande à la suite de la traversée des Ardennes et les troupes françaises sont mises en déroute dans la bataille de Sedan. Le 14 mai, le régiment est anéanti et perd toutes ses pièces d'artillerie sauf une.
Les restes du régiment se regroupent à Mailly le 24 mai 1940 puis se replient vers le sud via Arcis-sur-Aube. Ils atteignent la région de Bergerac le 23 juin 1940. Le régiment est dissout le 22 juillet 1940.

## Traditions

### Étendard

Dessin du revers de l'étendard du d'artillerie.

L'étendard du 363e régiment d'artillerie reprend les inscriptions du 38e régiment d'artillerieIl porte, cousues en lettres d'or dans ses plis, les inscriptions suivantes :
- Extrême-Orient 1884-1885
- Madagascar 1895
- Maroc 1912-1913
- La Mortagne 1914
- Verdun 1916
- Saint-Quentin 1918

En 1953, l'étendard du 363e RA est confié au 481e groupe d'artillerie antiaérienne, stationné avec les forces françaises en Allemagne. Le 481e GAA est dissous en 1960.

### Insigne

Le blason de la ville de Draguignan, dont s'inspire l'insigne du.

L'insigne du régiment, fabriqué par l'entreprise Drago, date de 1937. Il représente le dragon de la ville de Draguignan dans une couronne, avec en chef l'inscription XVME CA et en pointe 363. RAA.

## Personnalités ayant servi au régiment
- Louis Ricardou, compagnon de la Libération, sert au régiment à Béziers de 1928 à 1929[14],
- Joseph Kaucsar, footballeur français, au régiment en 1931[15].